# ديفيد كامبل (سياسي بريطاني، مواليد 1965)
ديفيد كامبل (بالإنجليزية: Robert David Stewart Campbell)‏ هو سياسي بريطاني، ولد في 25 مايو 1965. نشط حزبياً في حزب ألستر الوحدوي.